# Pesachi
Pesachi är en ort i Mexiko.   Den ligger i kommunen Guachochi och delstaten Chihuahua, i den nordvästra delen av landet, 1 200 km nordväst om huvudstaden Mexico City. Pesachi ligger 2 301 meter över havet och antalet invånare är 135.
Terrängen runt Pesachi är varierad. Runt Pesachi är det mycket glesbefolkat, med 6 invånare per kvadratkilometer. Närmaste större samhälle är La Guitarra, 12,9 km väster om Pesachi. Omgivningarna runt Pesachi är i huvudsak ett öppet busklandskap.